# Bearing Island
Bearing Island (von englisch bearing ‚Peilung‘) ist eine kleine Insel vor der Danco-Küste des Grahamlands im Norden der Antarktischen Halbinsel. In der Wilhelmina Bay liegt sie in der Meerenge Paso Del Solar zwischen der Nansen-Insel und Enterprise Island.
Bei Walfängern war die Insel als Direction Island (englisch für Ausrichtungsinsel) bekannt, da sie in Verbindung mit einem Felsen auf der Nansen-Insel als Orientierungspunkt für die Einfahrt zur Foyn Harbour diente. Ihren heutigen Namen, vom UK Antarctic Place-Names Committee seit 1960 und vom Advisory Committee on Antarctic Names seit 1965 anerkannt, erhielt sie im Zuge der British Imperial Antarctic Expedition (1920–1922) unter der Leitung John Lachlan Copes (1893–1947). In Argentinien ist sie auch als Isla Bautismo (spanisch für Taufinsel) bekannt.